# Shanorella spirotricha
Shanorella spirotricha är en svampart som beskrevs av R.K. Benj. 1956. Shanorella spirotricha ingår i släktet Shanorella och familjen Onygenaceae.   Inga underarter finns listade i Catalogue of Life.